# Shewanella gelidimarina
Shewanella gelidimarina es una especie de bacteria, notable por ser una especie antártica con la capacidad de producir ácido eicosapentaenoico .  Crece anaeróbicamente por reducción disimilatoria de Fe (III) .  Sus células son móviles y tienen forma de varilla.  ACAM 456 es su tipo de cepa. 

## Otras lecturas
- Stapleton Jr, RD y VP Singh, editores.  Biotransformaciones: tecnología de biorremediación para la salud y protección del medio ambiente: tecnología de biorremediación para la salud y protección del medio ambiente.  Vol. 36.  Acceso en línea a través de Elsevier, 2002.
- Nichols, D. S.; Olley, J.; Garda, H.; Brenner, R. R.; McMeekin, T. A. (2000). «Effect of Temperature and Salinity Stress on Growth and Lipid Composition of Shewanella gelidimarina». Applied and Environmental Microbiology 66 (6): 2422-2429. ISSN 0099-2240. PMC 110550. doi:10.1128/AEM.66.6.2422-2429.2000.
- Pakchung, Amalie A. H.; Soe, Cho Z.; Codd, Rachel (2008). «Studies of Iron-Uptake Mechanisms in Two Bacterial Species of theShewanellaGenus Adapted to Middle-Range (Shewanella putrefaciens) or Antarctic (Shewanella gelidimarina) Temperatures». Chemistry & Biodiversity 5 (10): 2113-2123. ISSN 1612-1872. doi:10.1002/cbdv.200890192.
- Nealson, Kenneth H.; Scott, James (2006). «Ecophysiology of the Genus Shewanella». The Prokaryotes: 1133-1151. doi:10.1007/0-387-30746-X_45.